# Glimmer
Glimmer, også kaldt marieglas, er et stof der består af tynde lag af (phyllo)silikatmineraler. Glimmer er let at spalte med f.eks. et knivsblad.

## Glimmerklassifikation
Glimmer består kemisk af følgende:
X2Y4-6Z8O20(OH,F)4
hvor X er K, Na, eller Ca, eller mindre almindeligt Ba, Rb eller Cs.
Y er Al, Mg eller Fe, eller mindre almindeligt Mn, Cr, Ti, Li, osv.
Z er hovedsageligt Si eller Al, men kan også inkludere Fe3+ eller Ti
Strukturelt klassificeres glimmer som di-oktahedralt (Y = 4) og tri-oktahedralt (Y = 6). Hvis X-ionerne er K eller Na, er det "almindeligt" glimmer, hvorimod hvis X-ionerne er Ca, klassificeres glimmeret som ("sprødglimmer").

### Dioktahedralt glimmer
Almindeligt glimmer:
- Muskovit
- Paragonit
- Glaukonit

Sprødglimmer:
- Margarit

### Trioktahedralt glimmer
Almindeligt glimmer:
- Phlogopit
- Biotit
- Zinnwaldit
- Lepidolit

Sprødglimmer:
- Clintonit

### Lagløst glimmer
Meget finkornet glimmer med stor variation af ioner og krystalvand kaldes uformelt for lerglimmer:
- Hydro-muskovit med H3O+ sammen med K i X-pladsen.
- Illit med K-mangel i X-pladsen og tilsvarende mere Si i Z-pladsen.
- ”Phengite” med Mg eller Fe2+ udskiftet med Al i Y-pladsen og tilsvarende mere Si i Z-pladsen.

## Fund
I 2005 producerede Kina mest glimmer; op imod 1/3 af verdens produktion tæt fulgt af USA, Sydkorea og Canada, reporterer British Geological Survey.
Glimmer er meget udbredt og forefindes i magmatiske, metamorfe og sedimentære bjergarter. Store glimmerkrystaller som anvendes mange steder udvindes typisk fra granitiske pegmatitter.
Indtil det 19. århundrede var store glimmerkrystaller ret sjældne og dyre pga. begrænset udbud i Europa. Glimmers pris faldt drastisk, da store forekomster blev fundet og brudt i Afrika og Sydamerika siden det tidlige 19. århundrede.

## Egenskaber og anvendelser
Glimmer har en høj dielektrisk styrke og er fremragende kemisk stabilt, hvilket gør at det bliver anvendt i glimmerkondensatorer til højfrekvens-udstyr. Glimmer anvendes også som elektrisk isolatormateriale i højspændingsudstyr. Glimmer kan klare op til 60 kV/mm.
Fordi glimmer er varmebestandig op til og måske mere end 600 °C, anvendes det i stedet for glas i ovnruder (marieglas). Glimmer anvendes også som isolator i elektriske ledere i elektriske kabler som skal være brandfast – f.eks. nødbelysning.
Pulveriseret glimmer kan anvendes som fyld i visse byggematerialer, hvor det dels stabiliserer materialet, dels giver det forbedret styrke. Glimmerstøv bruges også for effekten i autolak, neglelak og anden kosmetik. Det har også delvist erstattet aluminiumspulver i anden maling, da aluminiumspulver kan anvendes i bomber.
Glimmerpulver anvendes i belægninger i bremser og koblinger i stedet for asbest.

## Glimmer i forhistorisk tid
Glimmer har været kendt og anvendt siden stenalderen til bl.a. at få lertøj til at glimte. Det kendes derfor også under betegnelserne kragesølv og kattesølv.